# Lisa Nur Sultan
Lisa Nur Sultan (1980) è una sceneggiatrice e drammaturga italiana.

## Biografia
Figlia di un giordano di origini siriane, si è laureata nel 2003 in Economia presso l'Università Bocconi di Milano.
Nel 2005 si è trasferita a Napoli dove, dopo uno stage di un mese, ha collaborato alla sceneggiatura della soap opera Un posto al sole.
Nel 2006, insoddisfatta della serialità caratteristica delle soap, si è trasferita a Roma dove si è avvicinata al teatro e alla radio.
Nel 2008 ha scritto Brugole, presentato al Teatro Nuovo di Napoli il 20 ottobre 2009 nella rassegna Nuove Sensibilità.
Ha collaborato con Serena Dandini alla realizzazione di The Show Must Go Off, trasmesso da La7 (2012), e di Stai Serena per Rai Radio 2 (2015).
Nel 2015 ha scritto la commedia Fuorigioco, portato in scena da Emiliano Masala.
Nell'aprile 2016 è stata contattata dalla casa di produzione Cinemaundici per scrivere con Alessio Cremonini la sceneggiatura del film Sulla mia pelle, sugli ultimi giorni di via di Stefano Cucchi. Il lavoro di scrittura è durato vari mesi per il vaglio di migliaia di pagine esaminate dalla coppia di sceneggiatori.
Dopo il successo teatrale di Fuorigioco è stata contattata da Gianluca Maria Tavarelli per la scrittura della miniserie TV Non mentire, adattamento in italiano della serie TV britannica Liar - L'amore bugiardo (Liar).
Nel 2022 Rai 1 ha trasmesso la prima stagione del family e legal drama Studio Battaglia di cui Lisa Nur Sultan ha scritto la sceneggiatura, adattamento della serie TV britannica The Split, che narra le vicende di tre avvocate divorziste.
Del 2022 la produzione della miniserie Circeo, ispirata al massacro del Circeo e al successivo processo, di cui ha scritto il soggetto e la sceneggiatura degli episodi 2-3.
All'inizio del 2023 Sky Italia ha trasmesso la prima stagione della serie TV Call My Agent - Italia, di cui Lisa Nur Sultan ha scritto la sceneggiatura, adattamento della serie TV francese Chiami il mio agente! (Dix pour cent), sul mondo dello spettacolo visto attraverso una immaginaria agenzia di spettacolo.
Nel 2023 ha fatto parte della Giuria del "Premio Ugo Tognazzi alla miglior commedia" alla Festa del Cinema di Roma.
Nel 2024 sono state trasmesse le seconde stagioni di Studio Battaglia da Rai 1 e Call My Agent - Italia da Sky.

## Filmografia

### Cinema
- Sulla mia pelle, regia di Alessio Cremonini (2018)
- Saremo giovani e bellissimi, regia di Letizia Lamartire (2018) - collaborazione ai dialoghi
- 7 donne e un mistero, regia di Alessandro Genovesi (2021)
- Beata te, regia di Paola Randi (2022)

### Televisione
- Non mentire, regia di Gianluca Maria Tavarelli – miniserie TV (2019)
- Studio Battaglia – serie TV (2022-2024) - anche soggetto
- Circeo, regia di Andrea Molaioli – miniserie TV (2022)
- Call My Agent - Italia – serie TV (2023-in corso)

## Teatro
- Brugole, regia di Emiliano Masala e Lisa Nur Sultan (2009)
- Fuorigioco, regia di Emiliano Masala (2015)

## Riconoscimenti
- David di Donatello
  - 2019 – Candidatura per la migliore sceneggiatura originale per Sulla mia pelle, con Alessio Cremonini
- Nastri d'argento
  - 2019 – Nastro dell'anno a Sulla mia pelle
  - 2022 – Nastro d'argento Grandi serie: Premio speciale all'autrice Lisa Nur Sultan e al cast femminile per Studio Battaglia
  - 2023 – Nastro d'argento Grandi serie: Miglior serie TV - Commedia a Call My Agent - Italia
  - 2023 – Nastro d'argento Grandi serie: Miglior Docuserie a Circeo
- Globo d'oro
  - 2019 – Miglior sceneggiatura per Sulla mia pelle, con Alessio Cremonini
- Ciak d'oro
  - 2019 – Candidatura per la migliore sceneggiatura per Sulla mia pelle, con Alessio Cremonini
- Premio Sergio Amidei
  - 2019 – Miglior sceneggiatura per Sulla mia pelle, con Alessio Cremonini